# Tsvetotxni (Stàvropol)
|  | Per a altres significats, vegeu «Tsvetotxni». |

Tsvetotxni (en rus: Цветочный) és un poble (un possiólok) del krai de Stàvropol, a Rússia, que en el cens del 2010 tenia 216 habitants. Pertany al districte rural de Petrovski.